# Léon Mokuna
Léon "Trouet" Motombo Mokuna (Tshilundu, 1 november 1929 - 28 januari 2020) was een Belgische voetbalspits van Congolese origine. Hij speelde tijdens de jaren 1950 en 1960 voor Sporting Lissabon, La Gantoise (het huidige KAA Gent) en KSV Waregem.
Lange tijd werd Mokuna als de eerste zwarte voetballer in de Belgische competitie beschouwd, maar Louis Cousin ging hem tijdens de jaren dertig voor bij Daring CB. Op en rond het veld kreeg Mokuna met discriminatie en racisme te maken, waarbij hij soms als niet meer dan een 'circusattractie' werd beschouwd. Dankzij zijn succes vonden niettemin ook andere Congolese voetballers als Paul Bonga Bonga, Max Mayunga en Julien Kialunda de weg naar Belgische clubs.

## Biografie
Mokuna liep school in Leopoldstad bij de paters Scheutisten. Toen de stad bezoek kreeg van Beerschot werd er een match tegen een ploeg van Leopoldstad georganiseerd. Mokuna scoorde vier keer. Ook tijdens een wedstrijd tegen Sporting Lissabon liet hij zich met twee doelpunten opmerken. In 1954 mocht hij daarom beginnen bij Sporting Lissabon, waar hij twee seizoenen bleef. Daarna ging hij terug naar AS Vita Club in Leopoldstad, waarmee hij naar België reisde om vriendschappelijke wedstrijden te spelen tegen verschillende clubs.
In 1957 werd Mokuna getransfereerd naar La Gantoise. Een belangrijke rol in die transfer werd gespeeld door Bob Deps, sportjournalist bij Het Volk. Omdat hij als voetballer maar weinig verdiende, werkte Mokuna bovendien overdag voor die krant. In 1958 was Mokuna geschorst voor een seizoen, maar in 1959 en 1960 werd hij clubtopschutter. Van 1961 tot 1966 speelde hij voor KSV Waregem. Een dubbele beenbreuk luidde het einde van zijn spelerscarrière in, die hij afsloot met een zestal maanden bij FC Sint-Martens-Latem, een ploeg die uitkwam in de provinciale reeksen.
Mokuna speelde in 1958 enkele wedstrijden met de B-selectie van de nationale ploeg. Dat hij nooit geselecteerd werd voor de Rode Duivels, was volgens hem te wijten aan racisme.
Na zijn Belgische voetbalcarrière was Mokuna, die intussen aan de Heizelschool een trainersdiploma had behaald, van 1968 tot 1970 bondscoach van de nationale ploeg van Congo. Hoewel hij toen terug in Congo woonde, bleef Mokuna zich steeds met België verbonden voelen. Uiteindelijk keerde hij dan ook terug naar dat land, waar hij zich eerst in Ledeberg en daarna in Wondelgem vestigde.

## Bijnaam
Het verhaal gaat dat Mokuna zijn bijnaam "Trouet" (gaatje) kreeg omdat hij ooit een bal dwars door het net geschopt had. In Portugal stond hij om diezelfde reden bekend als "Fura-Redes". Volgens Mokuna koos hij zijn bijnaam echter zelf op jonge leeftijd, nadat hij een schip met de naam 'Léon Trouet' had gezien.